# 堤田とも子
堤田 とも子（つつみだ ともこ、12月14日生まれ - ）は、日本の女性歌手、ローカルタレントである。福岡県福岡市出身。九州CMソングの女王と呼ばれるほど多くのCMソングを歌っており、その数はおよそ300曲とされる。

## 経歴
1990年よりテレビ、ラジオ、イベントなどのMCとして地元福岡市で活動を始め、KBC『ごっくん食べある記』、FBS『めんたいワイド』、TNC『レモンの月』、TVQ『わがままラリアート』などに出演。

1995年より歌手としての活動も開始。ローカルCMを中心にコマーシャルソングなどを担当。

2008年、第14回JACOM（日本大衆音楽文化協会）主催のミュージックフェスティバルにて参加者4500組の中から大賞の“内閣総理大臣賞”受賞。

2010年、カーネギー・ホールで開催された歌謡祭に北島三郎、中村美津子、アグネス・チャン、チェリッシュ、北山たけしらと出演。また、同年韓国の釜山で開催された日本国総領事館主催日本歌謡大会には日本代表歌手としてゲスト出演する。
2009年に乳がんが発見されて手術を受け、その経験を踏まえて制作した自主制作ミニ・アルバムを2012年に発表している。

## 主な参加CMソング
- ハウスジャワカレー
- ジャパネットたかた
- ミスターマックス
- オートマックス
- ひよ子サブレ
- 福岡銀行
- 塩豆大福
- たこやき八ちゃん
- はるおかスイミングスクール
- 茜丸五色どらやき
- あつまるくんの求人
- ハンズマン
- ハローデイ
- ベスト電器
- コメリ

## 過去の出演番組
- FBSテレビ「めんたいワイド」リポーター
- KBCテレビ「ゴックン食べある記」リポーター（3年半レギュラー）
- TNCテレビ「レモンの月」MC
- RKBテレビ「ピーチーズのお気にいり」「ピッカーズクラブ」MC
- TVQテレビ「わがままラリアート」MC
- RKBラジオ「堤田ともこのジャズトレイン」パーソナリティー
- KBCラジオ「華丸・大吉 今夜も大勉強!」パーソナリティー
- MBSラジオ（毎日放送）「堤田とも子と野村けいじの私の色は茜色」パーソナリティー

## CDアルバム
- 「White」（2002年）
- 「UP!」（2011年）松原みき「真夜中のドア〜Stay With Me」をカバー